# Subprefettura di Campo Limpo
La Subprefettura di Campo Limpo è una subprefettura (subprefeitura) della zona meridionale della città di San Paolo in Brasile, situata nella zona amministrativa Sud.
È formato dai quartieri di Campo Limpo, Capão Redondo e Vila Andrade, che insieme rappresentano 36,68 km², abitati da più di 675mila persone.
Le competenze e i limiti territoriali della sottoprefettura sono definiti dalla legge n. 13.399 del 1° agosto 2002.

## Distretti
- Campo Limpo
- Capão Redondo
- Vila Andrade